# 初田佐一郎
初田佐一郎（はつだ　さいちろう、1905年2月18日 - 2001年3月18日）は、日本の実業家。滋賀県出身。

## 人物
滋賀県立膳所中学校（現膳所高等学校）を経て、和歌山高等商業学校（現和歌山大学）卒業後、鉄道省に入省。太平洋戦争中は陸軍司政官としてフィリピンに派遣された。その後、京阪バス株式会社常務取締役、株式会社京阪交通社社長、株式会社日本レンタカー京阪社長等を務める。財団法人大阪陸運協会常任理事、財団法人大阪陸運協会会長を歴任後、財団法人大阪陸運協会顧問、京阪電鉄客員等を歴任した。著書には「生き残った者」洛陽社（1947年）等がある。

## 経歴
- 1930年 - 和歌山高等商業学校（現和歌山大学）卒業後、鉄道省に入省。
- 1941年 - 陸軍司政官として、比島派遣。
- 1950年 - 滋賀県陸運事務所長に就任。
- 1952年 - 京阪バス株式会社取締役就任。
- 1963年 - 京阪バス株式会社常務取締役就任。
- 1964年 - 株式会社京阪交通社社長就任。
- 1967年 - 財団法人大阪陸運協会常任理事就任。
- 1970年 - 株式会社日本レンタカー京阪社長就任。
- 1982年 - 財団法人大阪陸運協会会長就任。
- 1985年 - 財団法人大阪陸運協会顧問、京阪電鉄客員就任。

## 著書
- 「生き残ったもの」洛陽社　1947年
- 「八十年の旅路」1985年2月